# Kasteel Goedenraad
Kasteel Goedenraad is een kasteel, buitenplaats en landgoed gelegen in de buurtschap Overeys nabij het dorp Eys in de Nederlands-Limburgse gemeente Gulpen-Wittem.

## Beschrijving van het kasteel
Het kasteel omvat een herenhuis en een kasteelboerderij.
Het huidige kasteel is een wit gepleisterd gebouw in Lodewijk XVI-stijl en bestaat uit drie delen gelegen aan een binnenplaats. Het hoofddeel hiervan is een drielaags middenrisaliet bekroond met een fronton en een koepeldak met lantaarn. Het hoofdgebouw is aan het einde van de 19e eeuw aan de zuidzijde uitgebreid met een langwerpige vleugel en aan de oostzijde met een vierkant hoektorentje met een koepeldak en daarop een knobbelspits. Tijdens dezelfde verbouwing is de oostgevel van het hoofdgebouw uitgevoerd als een eclectische voluutgevel.
De kasteelboerderij is een U-vormig gebouw uit de tweede helft van de 18e eeuw. De westvleugel draagt de jaartalankers 1764 en heeft een verhoogd middendeel dat dient als toegangspoort. Boven de poort bevindt zich een fronton waarin het alliantiewapen van de echtelieden en vroegere bewoners von Thimus-von Strauch is aangebracht. Het middendeel heeft aan de zijde van de binnenplaats eveneens een fronton met een classicistische omlijsting.
Bij het kasteel ligt een landschapspark, dat in de 19e eeuw is aangelegd en waaraan in 1917 en 1975 diverse veranderingen zijn uitgevoerd. Tot in de negentiende eeuw heeft het kasteel nog een omgrachting gehad die gevoed werd door de Eyserbeek. Hiervoor zou de beek toen enigszins naar het noorden zijn verlegd. De huidige kasteeltuin is ontworpen door de landschapsarchitect W.J.A. Snelder, tevens oud-bewoner van het kasteel. Het kasteel met de omliggende landerijen heeft officieel de status van landgoed, wat voor de eigenaren bepaalde belastingvoordelen meebrengt.

## Geschiedenis en bewoners
Het huis bestond al in de veertiende eeuw, maar er zijn over die tijd weinig betrouwbare gegevens. Het was een leen van Eys en van Valkenburg. In een oud Brabants register (het Latijnsboek, uit de eerste helft van de veertiende eeuw) wordt Hennekin de Goudenrode genoemd. De verwoesting van een huis rond 1365 is ten onrechte in verband gebracht met Eys en met Goedenraad. Het betreft Oost (Oys) bij Eijsden. In de tweede helft van die eeuw wordt een zekere Mulrepas van Goedenraad enkele keren vermeld.

### Nieuwe tijd
Vanaf de vijftiende eeuw zijn er meer gegevens over eigenaren. Als eerste wordt een Clais in den Godenraidt genoemd, die in 1412 werd opgevolgd door Dirk Scheyffken vanden Guedenroide. Johan van Linzenich, schoonzoon van Dirk (of misschien van diens zoon) erfde het huis rond 1460. Johan had een zoon Daem (Adam) en een dochter, gehuwd met Engelbrecht van Birgel. Na de dood van Daem ging het huis naar zijn zus, en vervolgens naar haar zoon Frambach van Birgel. Frambach overleed zonder erfgenaam, en het huis ging naar zijn zus Maria van Birgel, gehuwd met Willem van de Hove van Carsveld, die in 1544 leenhouder werd. Het huis bleef daarna meer dan een eeuw in het bezit van het geslacht Van de Hove. Financiële problemen leidden echter in 1656 tot de executoriale verkoop. Kopers waren Frederik Beijens en zijn zwager Lucart. Het huis bleef in het bezit van de familie Beijens tot 1722, toen het werd gekocht door Theodoor von Bodden, heer van Wijlre.
In 1746 kocht Ferdinand Joseph Balthasar von Geyr zu Schweppenburg het huis Goedenraad en de hoeve Vogelsang. Hij begon met de vernieuwing van het huis. Een situatieschets uit 1765 geeft Goedenraad weer als een oude toren met kegeldak, een nieuw woonhuis (een blok zonder zijvleugels) en een nieuwe stal. Zijn zoon Rudolf Adolf Geyr kwam echter in financiële problemen en was gedwongen om het huis in 1781 te verkopen. Nieuwe eigenaar werd de Akense baron Giles Leonard Von Thimus, een lakenwever en –koopman, gehuwd met Agnes Strauch, waaraan het alliantiewapen in het fronton boven de boerderijpoort herinnert. De familie Von Thimus verbleef tot 1857 op het kasteel, waarna de Luikse familie Laloux de nieuwe eigenaar werd. Begin 20e eeuw diende het kasteel als buitenverblijf van het gezin van Adolphe (I) Regout, die sinds 1902 gehuwd was met Jeanne Laloux. In 1914 werd het kasteel door Adolphe in opdracht van de familie Laloux verkocht aan de NV Gemeenschappelijk Grondbezit.

### Na 1920
In 1921 werd het kasteel gekocht door mr. dr. Willem Frowein, directeur van de NV Staatsmijnen in Limburg. Hij ligt begraven hoog in het Froweinbos, aan de noordelijke oever van de Eyserbeek. De weg door Overeys van Eys naar Simpelveld is naar hem genoemd.
In 1969 kocht J.M. van Susante het landgoed en knapte het vervallen kasteel op, om het later te verkopen aan de Stichting Het Limburgs Landschap, waarvan hij voorzitter was. Het kasteel is in erfpacht uitgegeven aan bewoners.
Het gebouw en enkele facetten van het terrein zijn in 2002 opgenomen in het rijksmonumentenregister.

## Afbeeldingen

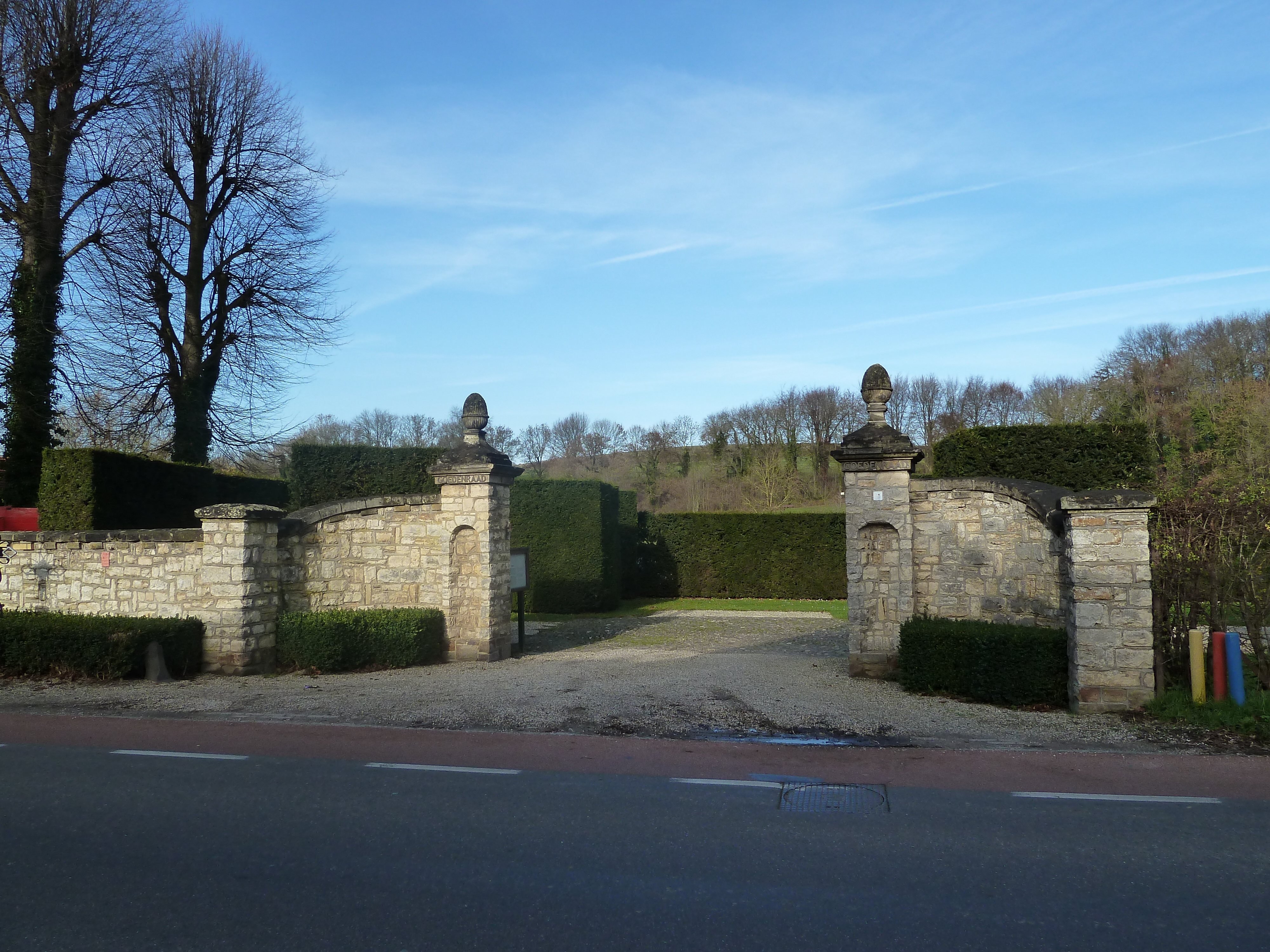
Toegangspoort
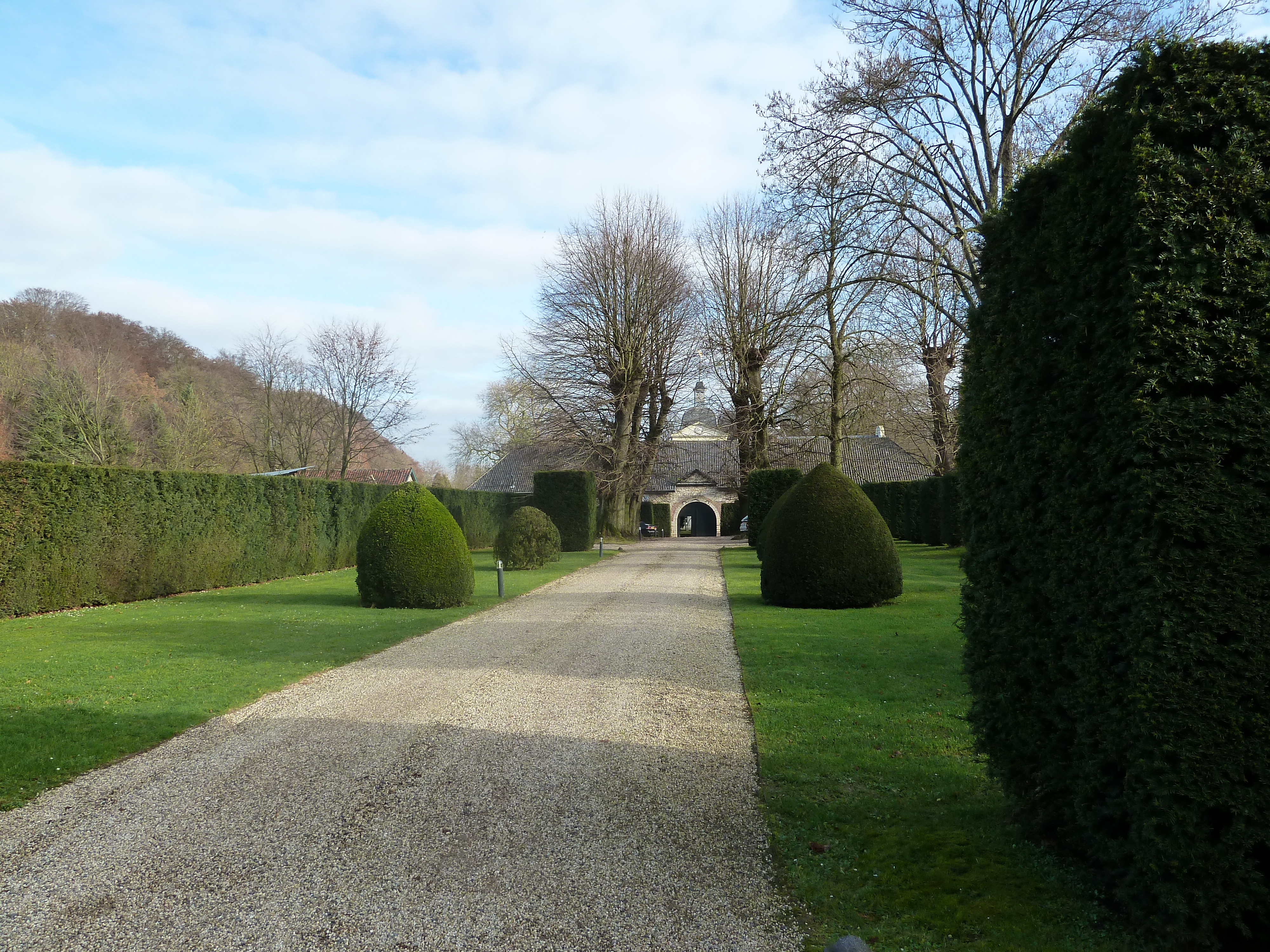
Oprijlaan
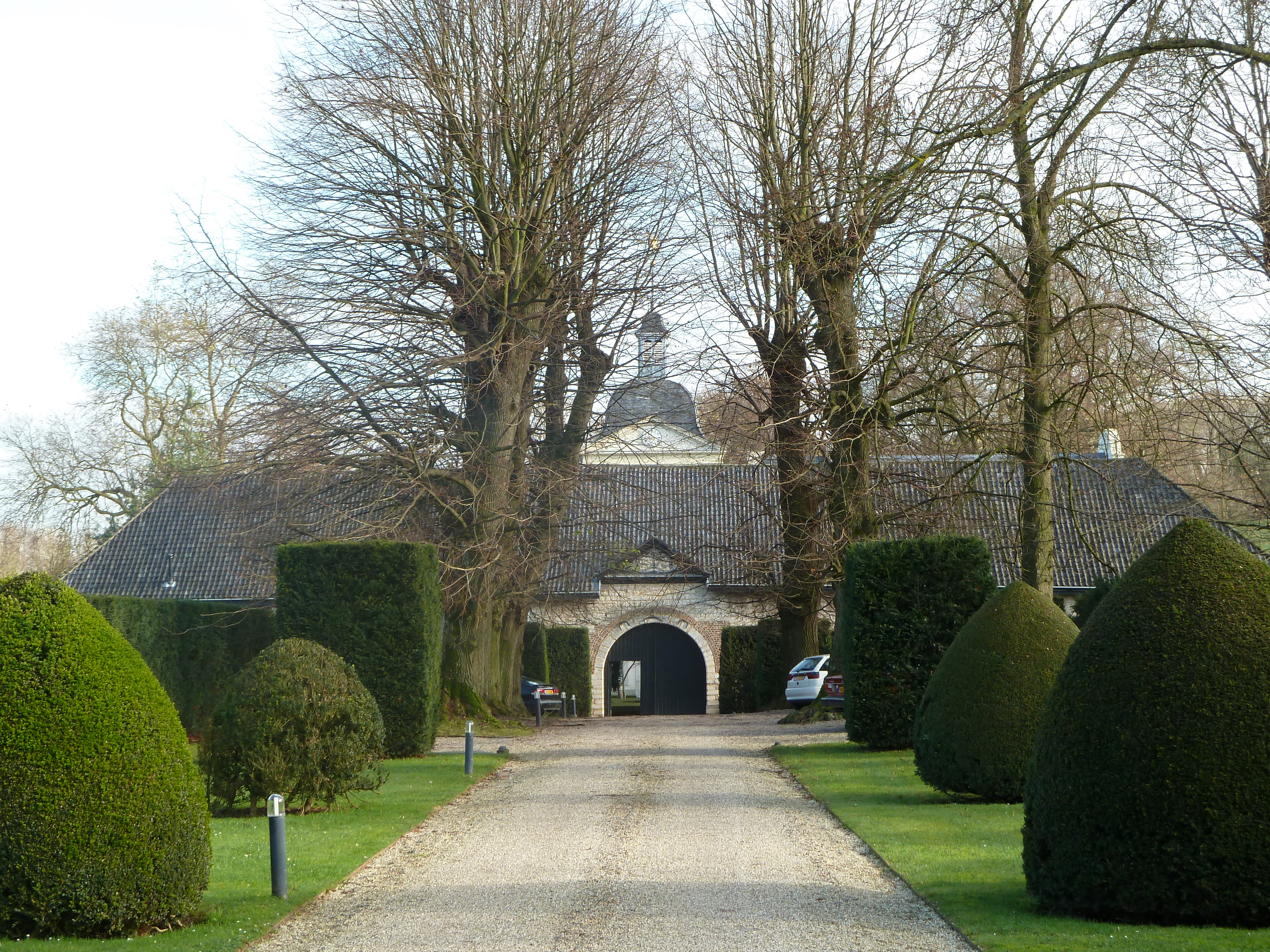
Het bijgebouw
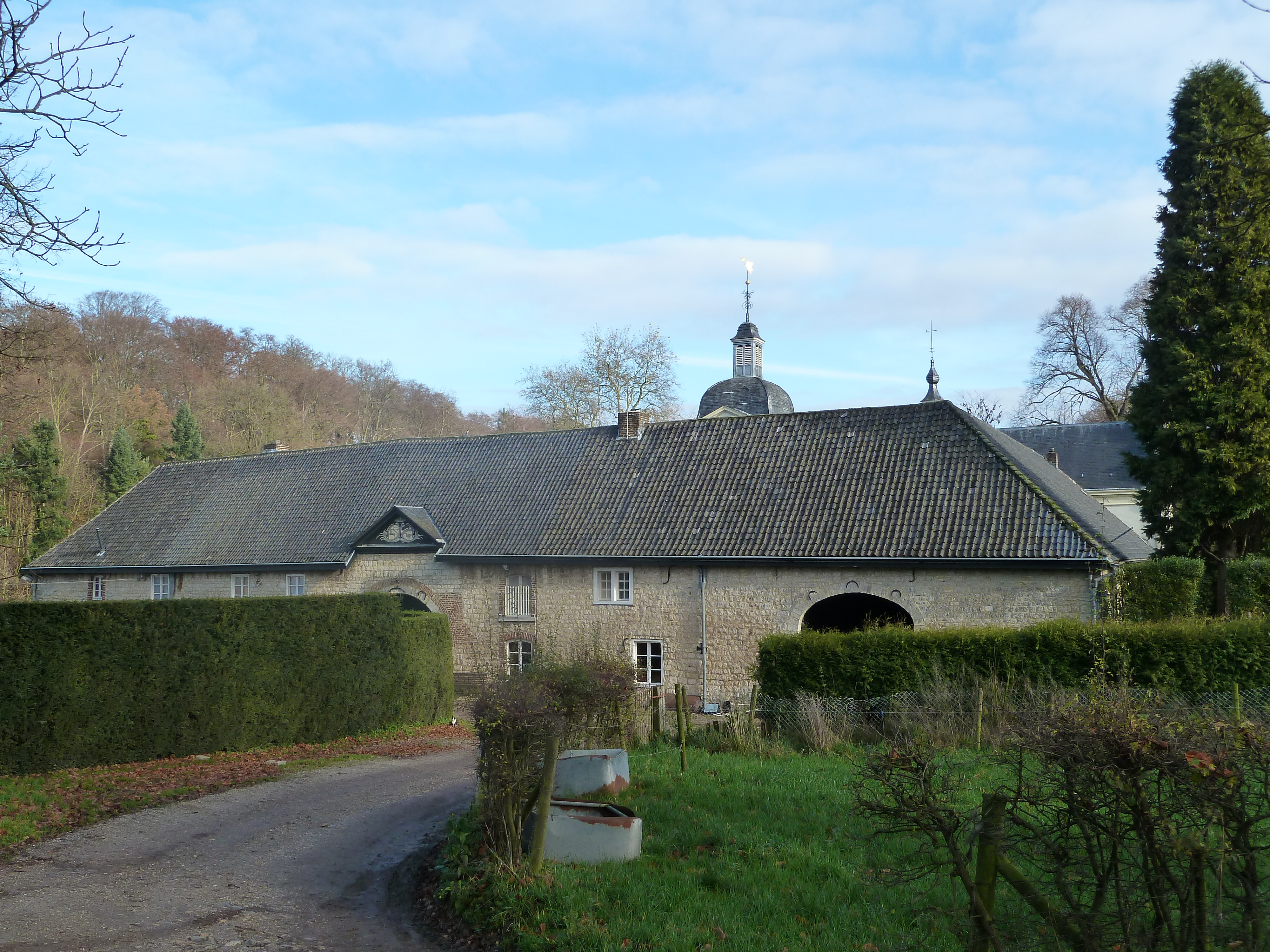
Idem
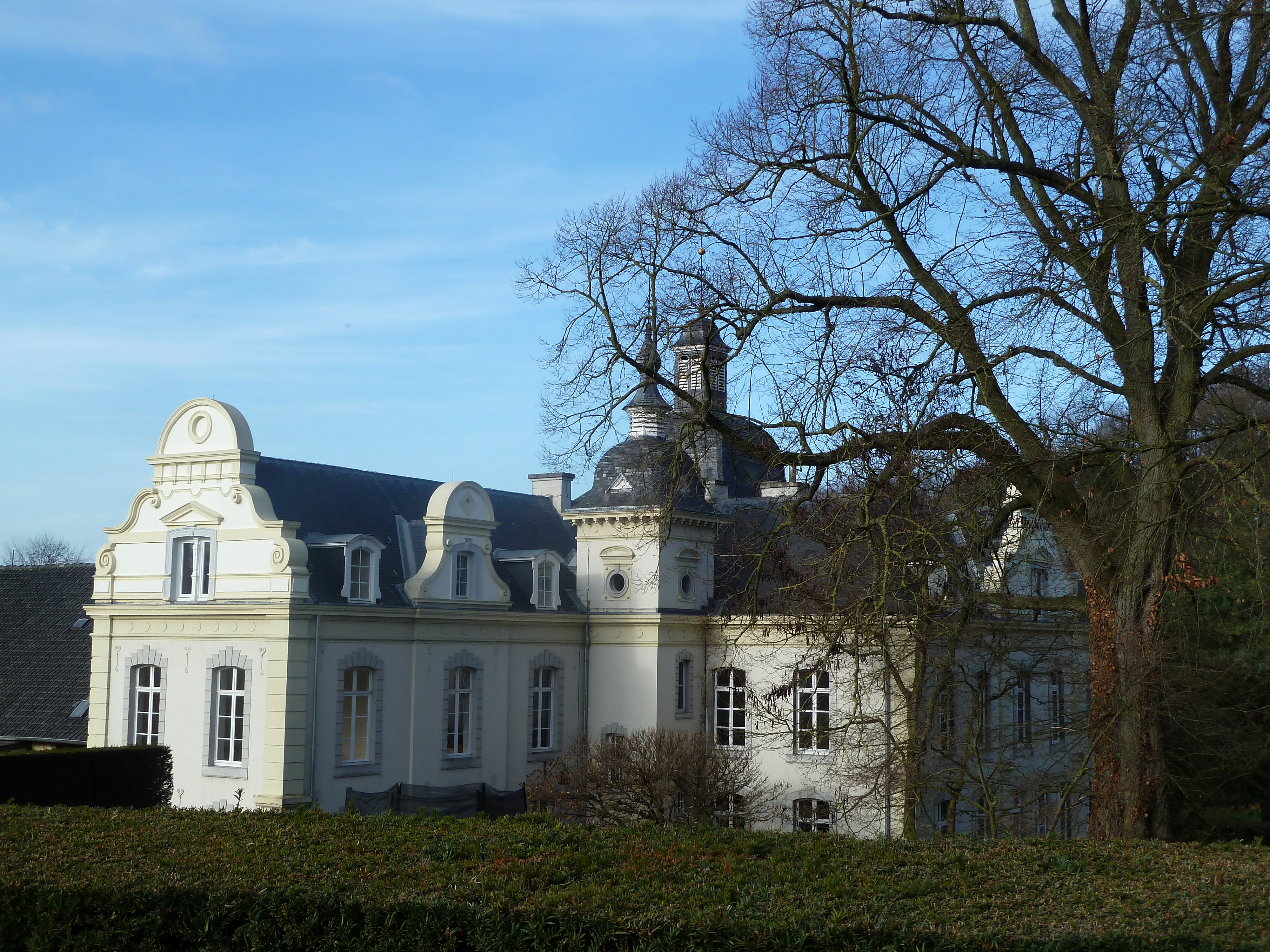
Het hoofdgebouw
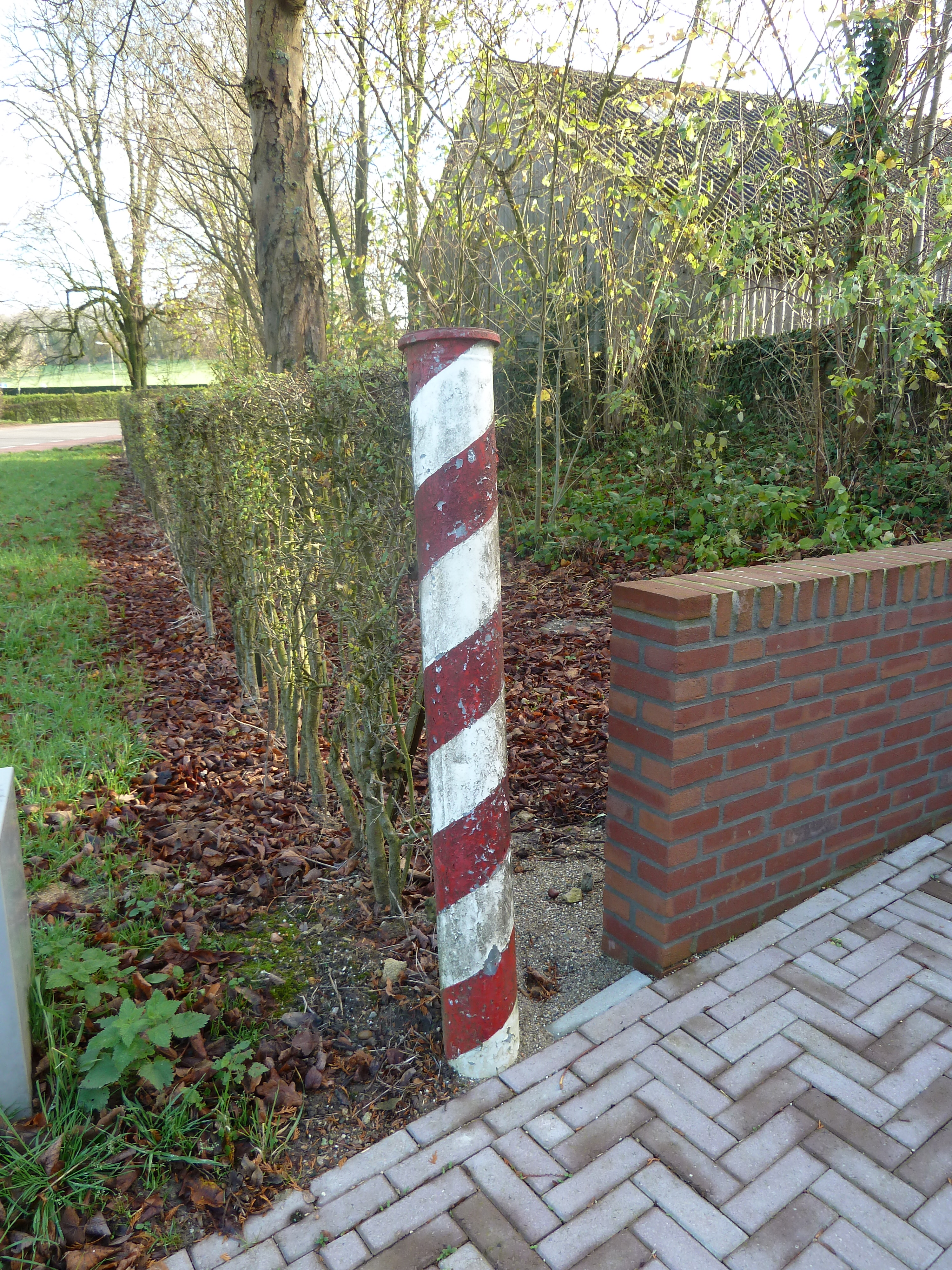
De kleuren van het kasteel op een paal in de omgeving
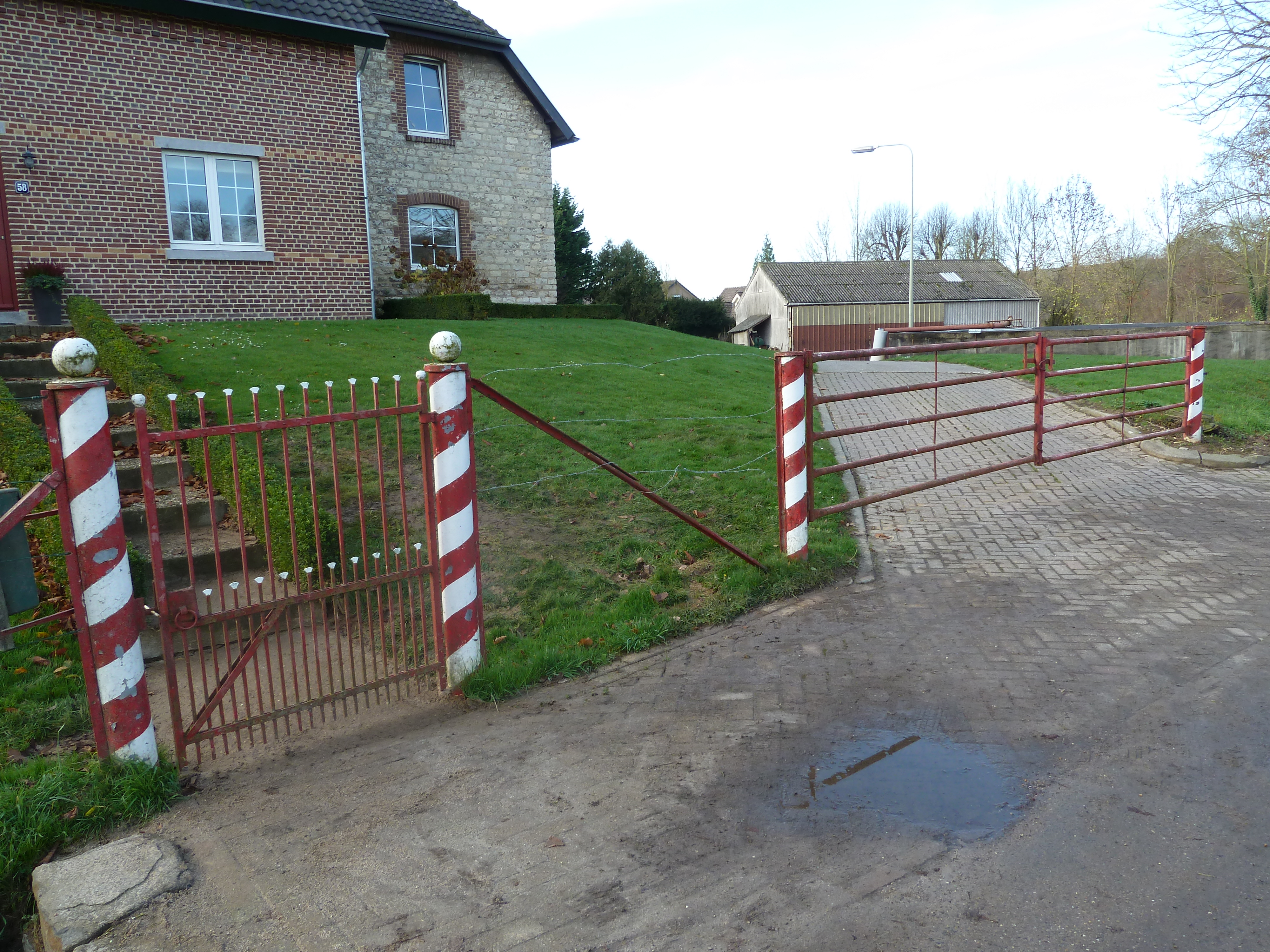
Idem
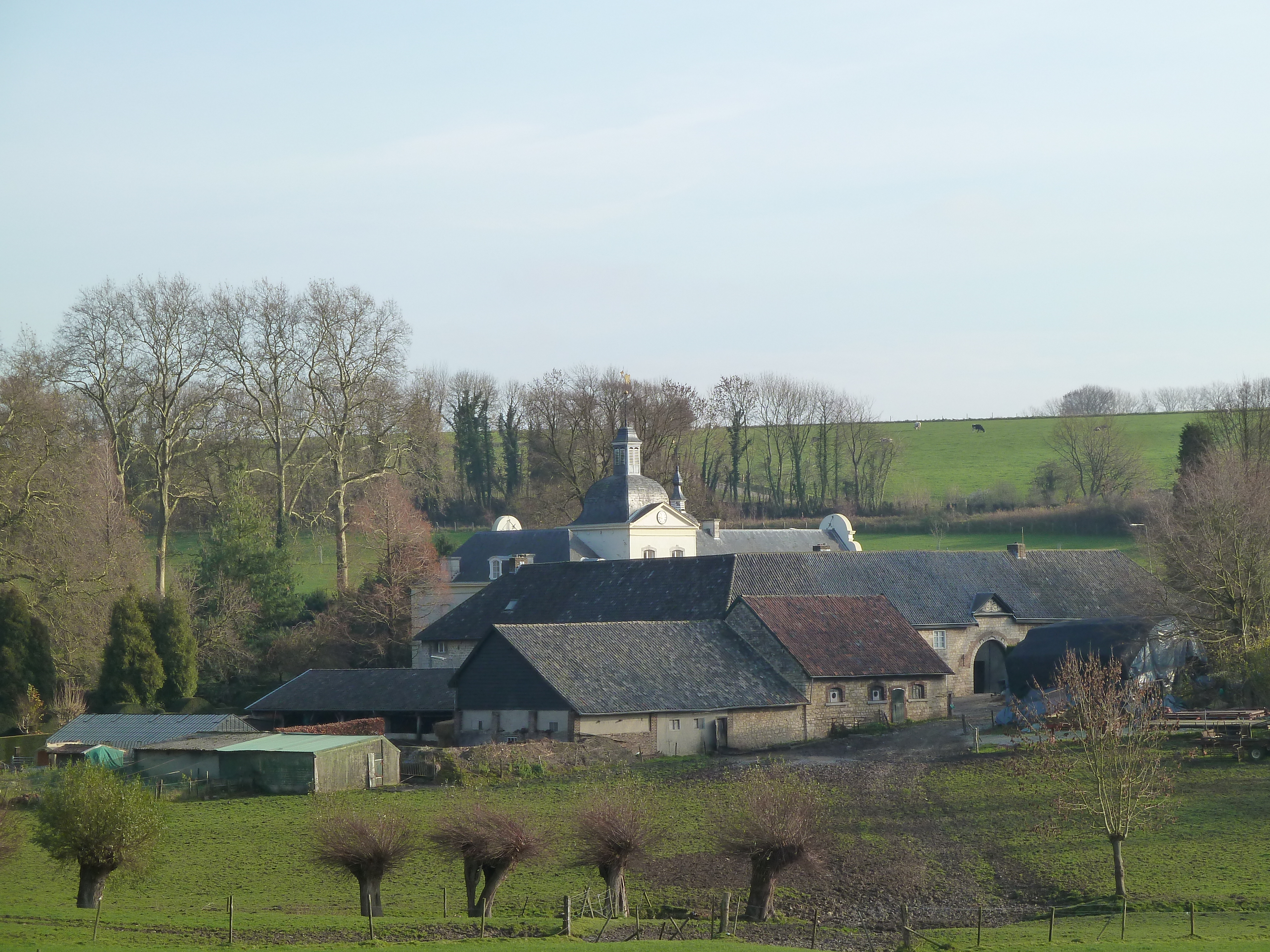
Gezien vanaf het Froweinbos
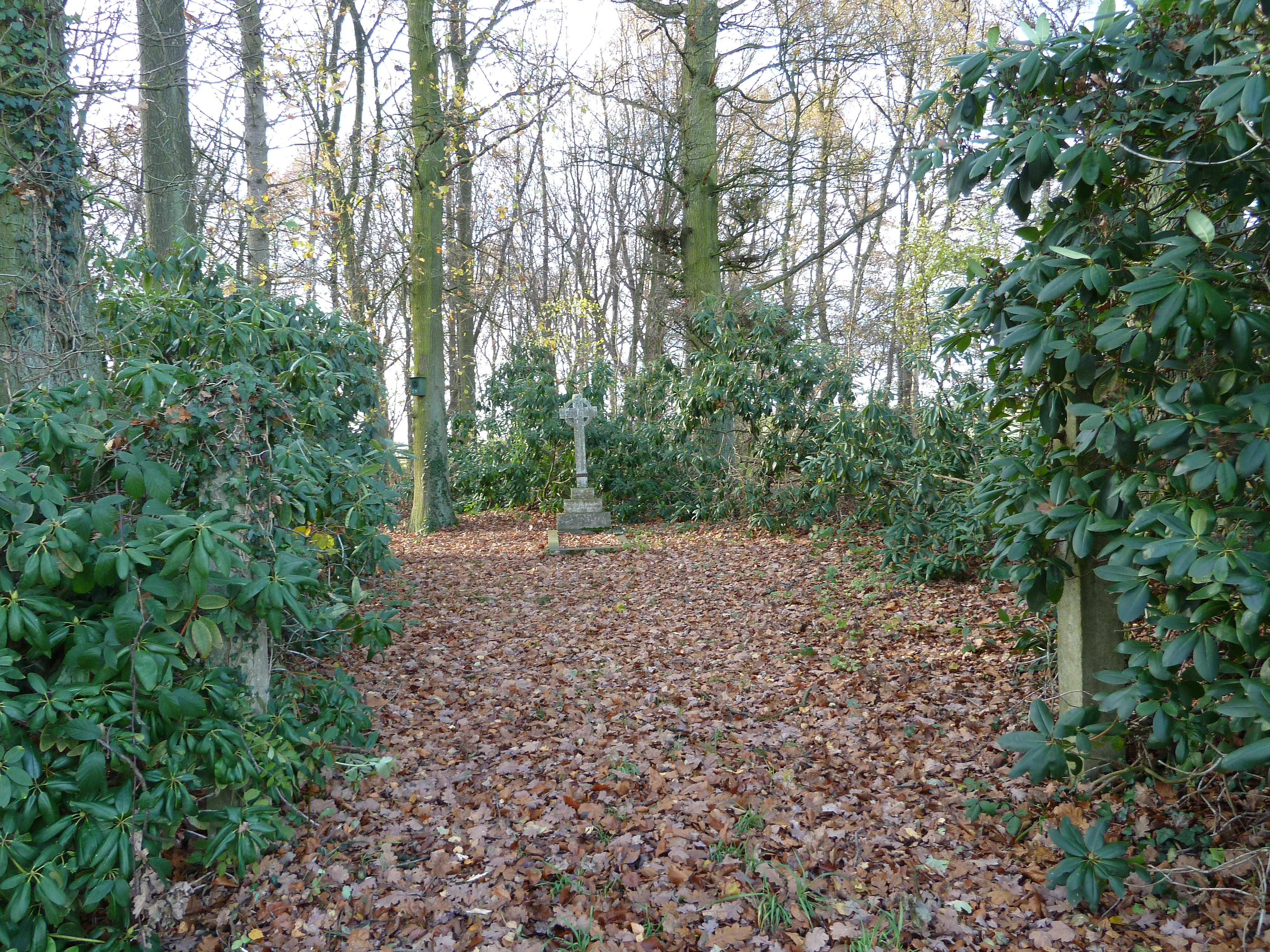
Graf omgeven door rododendrons in het Froweinbos
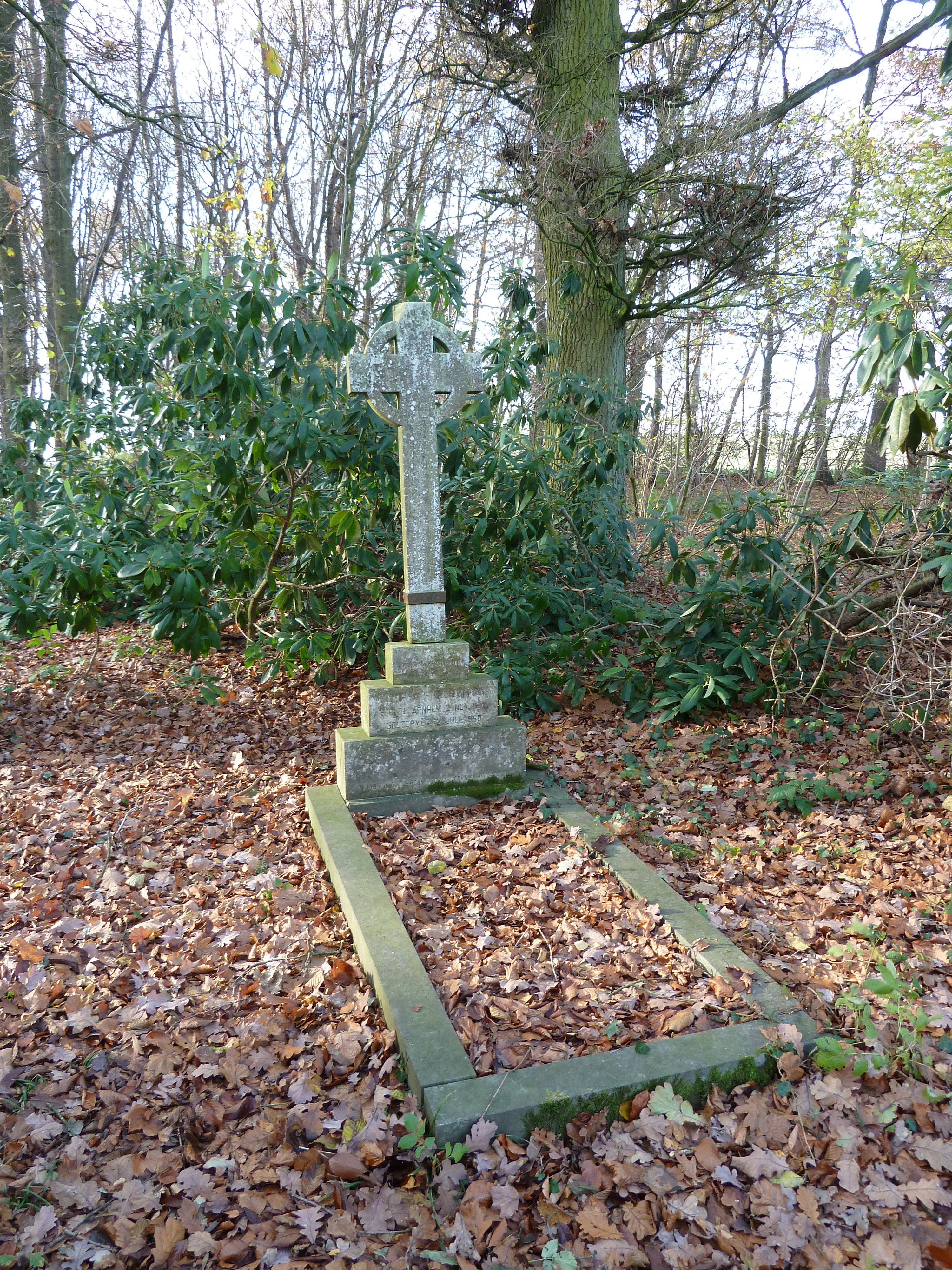
Graf in het Froweinbos